# Meniscomorpha habecki
Meniscomorpha habecki là một loài tò vò trong họ Ichneumonidae.